# Thomas David Smith McDowell
Thomas David Smith McDowell (* 4. Januar 1823 in Bladen County, North Carolina; † 1. Mai 1898 ebenda) war ein US-amerikanischer Politiker.
McDowell war zwischen 1846 und 1850 Mitglied der State Legislature von North Carolina. Danach bekleidete er von 1854 bis 1858 einen Sitz im Senat von North Carolina. Ferner vertrat er seinen Staat bei der Sezessionskonvention sowie im Provisorischen Konföderiertenkongress und im 1. Konföderiertenkongress.